# Ulrika Sofia De Geer
Ulrika Sofia De Geer (født Sprengtporten 20. august 1793 på Sparreholm, Hyltinge, død 22. september 1869 i Stockholm) var en politisk aktiv svensk salonværtinde. Hun giftede sig 1810 med politikeren friherre (fra 1818 greve) Carl De Geer, og menes at have haft indflydelse på hans politik. Hun var en central person i selskabslivet i Stockholm fra 1820'erne til 1850'erne.  
Hun var datter af Johan Vilhelm Sprengtporten og grevinde Sophia Lovisa Mörner af Morlanda og søster til Jakob Wilhelm Sprengtporten. Hun blev 1810 overtalt af sin mor til et fornuftsægteskab med De Geer trods at hun var forelsket i Karl Fredrik Reinhold von Essen, hvad der forårsagede en langvarig depression og vakte opmærksomhed i samtiden. Efter von Essens død 1820 skal hun åbent have klædt sig i sørgeklæder. Som en central person i Stockholms selskabsliv beskrev Louis De Geer hende: "ett livligt och kvickt fruntimmer, som till och med ibland kunde vara litet skarp, ehuru hon hade ett mycket gott hjärta", og "Hon var ganska korpulent men frisk och sade sig endast hava två sjukdomar, den ena var 'hänsjuka' eller längtan från Stockholm och den andra 'ditsjuka' eller längtan till hennes favoritställe Kulla-Gunnarstorp, där hon kände sig som en ny människa och gjorde långa promenader, under det hon i Stockholm ytterst sällan gick över golvet." Hendes saloner var kendt som centrum for politiske diskussioner og hun betragtes som en politisk magtfaktor i datidens Stockholm. Hun ses som ansvarlig for sin mands tilnærmelse til oppositionen 1840. K. G. von Brinkman var en kendt gæst i hendes salon. Da hun i 1861 blev enke, ophørte salonerne for andre end familien. F.U. Wrangel kaldte hende Sveriges sidste grande dame.